# St Giles'

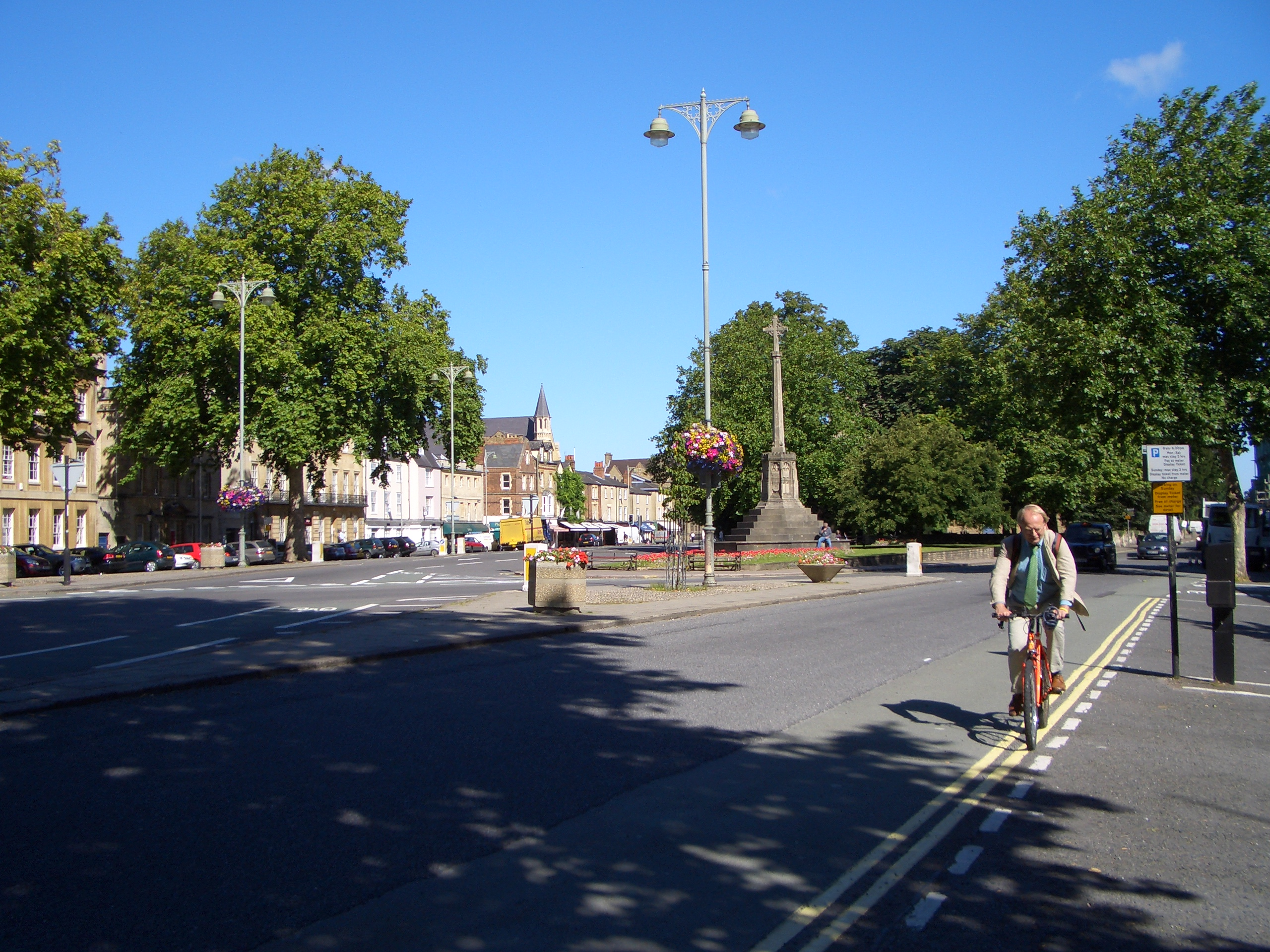
St Giles splitst zich in de Woodstock en Banbury Roads

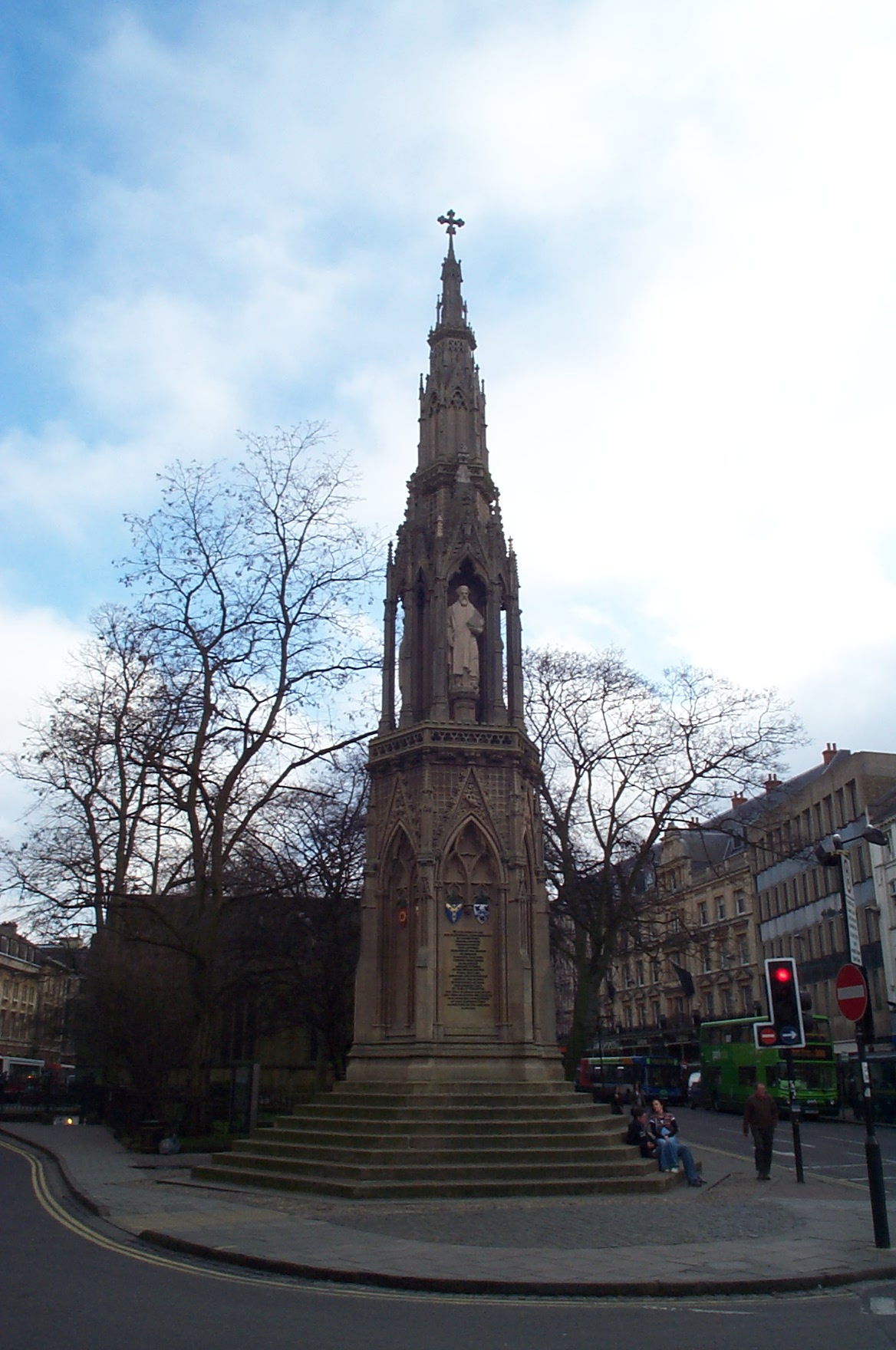
Martyrs' Memorial aan het zuidelijke eind van St Giles'.

St Giles' is een straat in Oxford, Engeland, die vanuit het noorden de stad binnen komt en doorgaat tot in het centrum van de stad.
Aan de St Giles' Street ligt ook Eagle and Child, een publieke gelegenheid waar J.R.R. Tolkien, C. S. Lewis en andere leden van de Inklings elkaar troffen. Een belangrijke kerk aan de weg is de St Giles' Church, tegenover Somerville College.
Jaarlijks wordt er de St Giles' Fair gehouden, een jaarmarkt waarvoor de straat gedurende twee dagen wordt afgesloten van verkeer.